# 柳林镇 (城固县)
柳林镇，是中华人民共和国陕西省汉中市城固县下辖的一个乡镇级行政单位。
2015年，陕西省民政厅批复同意撤销崔家山镇，并入柳林镇。

## 行政区划
柳林镇下辖以下地区：
柳林村、新柳村、小营村、古城村、草寺村、吴家营村、朱家湾村、代家山村、桃花店村、周家滩村、崔家山村、陈家坝村、孟家营村、五渠寺村、草坝岭村、徐范岭村、段家山村、孟家坪村和李家湾村。